# Dick White (Fußballspieler)
Richard „Dick“ White (* 18. August 1931 in Scunthorpe; † 15. Juni 2002 in Nottingham) war ein englischer Fußballspieler. Der Mittelläufer war zu Beginn der 1950er-Jahre Stammspieler beim Drittligisten Scunthorpe United, bevor er im November 1955 zum damaligen Zweitligisten FC Liverpool wechselte, dort in der Saison 1960/61 Mannschaftskapitän war und 1962 zur Rückkehr in die höchste englische Spielklasse beitrug.

## Sportlicher Werdegang
White wuchs fußballerisch in seiner Geburtsstadt Scunthorpe auf und als der dort beste Verein Scunthorpe & Lindsey United (später „Scunthorpe United“) zur Saison 1950/51 in die dritthöchste englische Spielklasse aufgenommen wurde, gehörte auch White zum Kader. Dabei war er als Mittelläufer nicht nur Schlüsselspieler im Team, das zunächst von Leslie Jones und ab 1952 von dem Nordiren Bill Corkhill trainiert wurde. Er arbeitete zudem noch als Tischler für den Klubvorsitzenden Lord Quibell. Im November 1955 reisten Trainer Don Welsh und zwei weitere Funktionäre des FC Liverpool nach Scunthorpe und überzeugten Corkhill von einem Transfer für 8.000 Pfund zum damaligen Zweitligisten aus Liverpool. Die Ablösesumme markierte einen Vereinsrekord für Scunthorpe und der finanzschwache Klub konnte somit gleichsam seine Kasse aufbessern und das Versprechen an White einlösen, dem Wechsel zu einem prominenteren Klub nicht im Wege zu stehen.
Nach ersten Partien in der Reservemannschaft vertrat Dick am 10. März 1956 Laurie Hughes gegen den FC Barnsley (5:0). Es folgten noch sieben weitere Auftritte in der ausgehenden Saison 1955/56 und da Hughes in der folgenden Spielzeit 1956/57 weiterhin nur eine Partie verpasste, waren Whites Gelegenheiten auch unter dem neuen Trainer Phil Taylor zunächst rar. Dies änderte sich dann ab der Saison 1957/58, als der mittlerweile 33-jährige Hughes nicht mehr zum Einsatz kam. In den nun folgenden vier Spielzeiten verpasste White nur zwei Ligaspiele und zählte somit auch zu den anfänglichen Leistungsträgern des neuen Trainers Bill Shankly, der ab 1959 die Geschicke in Liverpool leitete. Als 1961 Ron Yeats zu den „Reds“ stieß, übernahm er nicht nur prompt die Position von White, sondern beerbte diesen auch als Kapitän, nachdem White die Rolle in der Saison 1960/61 übertragen bekommen hatte. In der Aufstiegssaison 1961/62 steuerte White dennoch 24 Ligapartien bei, wenngleich nicht in seiner angestammten Rolle, sondern als rechter Verteidiger. Die Zeichen standen nun auf Abschied, zumal sich White Ende Januar 1962 im FA Cup gegen Oldham Athletic am Knie verletzt hatte. Dass er schließlich zu den Doncaster Rovers wechselte, die gerade Drittletzter in der vierten Liga geworden waren, überraschte dessen ungeachtet (die Ablösesumme wurde zudem als „moderat“ beschrieben). Für Liverpool hatte er insgesamt 217 Pflichtspiele bestritten und sein einziges Tor am 8. Januar 1958 in einem FA-Cup-Spiel gegen Southend United (3:2) erzielt.
In den folgenden zwei Jahren ließ White die Profikarriere in Doncaster ausklingen, bevor er zur Mitte der 1960er-Jahre beim Amateurklub Kettering Town als Spielertrainer arbeitete. In seinem späteren Leben war er ein passionierter Golfer und Präsident des Scunthorpe Golf Club. Er verstarb im Juni 2002 in Nottingham.